# Championnats du monde de tir 1994
Navigation
Édition précédente Édition suivante
Les championnats du monde de tir 1994, quarante-sixième édition des championnats du monde de tir, ont eu lieu à Milan, Tolmezzo et Fagnano Olona, en Italie, en 1994.